# Friedrich Opitz (Verbrecher)
Friedrich Opitz (* 12. September oder 18. September 1894 in Dessau; † 12. Oktober 1937 in Wolfenbüttel) war ein deutscher Schwerverbrecher, dem 64 Eisenbahnattentate, 54 Raubüberfälle und drei Raubmorde in Braunschweig und im Braunschweiger Land zur Last gelegt wurden. Wegen zweier nachgewiesener Raubmorde wurde er zum Tode verurteilt und hingerichtet.

## Leben
Friedrich Opitz war der Sohn seines gleichnamigen Vaters (1865–1923) und dessen Ehefrau Agnes Opitz, geb. Meert (1869–1931). Er wuchs in Dessau und Braunschweig auf, wo er das Wilhelm-Gymnasium besuchte. Sein Vater war Kaufmann und kam wegen Unterschlagung ins Gefängnis. 1912 wurde Opitz Seemann und heuerte auf einem Passagierdampfer an, auf dem er zunächst als Schiffsjunge und später als Leichtmatrose fuhr. In Riga geriet er 1914 bei Ausbruch des Ersten Weltkriegs in russische Gefangenschaft, die bis 1918 andauerte. Anschließend war er für ein Jahr bei der Minensuchflotte der Reichsmarine. 1919 und 1920 fuhr er auf einem Handelsschiff. Danach kehrte er nach Braunschweig zurück und war zunächst bei einer Brandkasse tätig. 1928 heiratete Opitz und hatte mit seiner Ehefrau zwei Töchter. Nach seiner Entlassung bei der Brandkasse war er 16 Jahre lang Angestellter bei der Öffentlichen Versicherung Braunschweig, wo er gut verdiente. Im Kollegenkreis galt er als Sonderling und prahlte mit anrüchigen Erzählungen und Beobachtungen. Er hatte mehrere Vorstrafen wegen Exhibitionismus und betrieb Voyeurismus bei Liebespaaren. Wegen seiner Sensationslust bei Todesfällen und Unglücken fuhr er regelmäßig mit dem Motorrad oder Fahrrad zu den jeweiligen Ereignisorten. Dort sammelte er Fundstücke, wie Leichenteile von Selbstmördern auf Bahnstrecken, ein und präsentierte sie seinen Arbeitskollegen. Unter anderem suchte er 1926 den Ort des Eisenbahn-Attentats bei Leiferde auf. Es wird vermutet, dass ihn dieses Ereignis zu Eisenbahnattentaten anregte.

## Taten
Seine Taten beging Opitz von 1928 bis 1936, wobei es längere Pausen von über einem Jahr gab. Von 1928 bis 1931 waren es 64 Eisenbahnattentate an der Bahnstrecke Braunschweig–Magdeburg im Braunschweiger Waldgebiet Buchhorst. Dabei durchtrennte er Schrankenseile und Signaldrähte, errichtete Hindernisse auf den Schienen und  löste Schrauben an den Gleisen. Auch griff er dreizehnmal die Führerstände von Lokomotiven mit einem selbstgebauten Schussgerät mit Fernauslösung an und verletzte drei Eisenbahner. Als er bei einem Anschlag von einem Beamten des Bahnschutzes überrascht wurde, schoss er ihn an. 
1931 verlegte sich Opitz auf nächtliche Raubüberfälle an Liebespaaren und Autofahrern im ländlichen Umfeld von Braunschweig. Als Beute nahm er nur Bargeld; Wertgegenstände lehnte er ab. Durch eine an seiner Pistole montierte Taschenlampe sowie eine weitere Taschenlampe an der Mütze blendete er seine Opfer und täuschte dadurch einen Komplizen vor. Bei Gegenwehr schoss er gezielt auf die Personen oder prügelte mit Schlaggegenständen auf sie ein. Ab 1932 überfiel er nachts Händler mit ihren Fuhrwerken auf Landstraßen, die ihre Waren nach Braunschweig brachten. Bei Fluchtversuchen schoss er auf Fahrer und Pferde. Dabei beging er am 28. März 1933 den ersten Raubmord, bei dem er 30 Reichsmark erbeutete. Er überfiel auf der Landstraße einen Bäckermeister, der mit seinem Fuhrwerk auf dem Heimweg von Braunschweig nach Rothemühle war. Als sich das Opfer wehrte, schlug er ihm mit einem Schlagwerkzeug auf den Kopf, was kurz danach zum Tode führte.
Am 6. Mai 1933 beging er den zweiten Raubmord im Elm. Er beobachtete in den Nachtstunden die Waldgaststätte Tetzelstein und lauerte zwei Paaren auf, die zu Fuß auf dem Heimweg nach Königslutter waren. Bewaffnet mit einer Schusswaffe forderte Opitz Geld. Als die beiden Männer Widerstand leisteten und einer eine Schusswaffe zog, schoss er sie nieder; ein Opfer starb.
Den dritten Raubmord beging er am 21. November 1933 an einem Liebespaar, das mit seinem Fahrzeug zur Nachtzeit bei Wendhausen gehalten hatte. Dabei erschoss er den Mann und nahm dessen Geld.

## Ermittlungen
Die Ermittlungs- und Fahndungsmaßnahmen zu den Eisenbahnattentaten in den Jahren von 1928 bis 1931 blieben erfolglos. Als 1931 die Raubüberfälle begannen, führte dies zu großer Unruhe in der Bevölkerung Braunschweigs. Nach dem 10. Raubüberfall setzte eine umfassende Überwachung des betroffenen Areals von etwa 15 km² Größe ein, was zu einer einjährigen Tatpause führte. 1932 kehrte der Täter in das Gebiet zurück und verlagerte sich auch auf andere Stadtrandgebiete bis zum vollständigen Tatabbruch bei Raubüberfällen 1934.
1936 führten Gelddiebstähle aus Umkleidekabinen im Stadtbad Braunschweig auf die Spur von Opitz, als er bei einem Diebstahl mittels Nachschlüssel auf frischer Tat ertappt wurde. Danach packte er seine Tatmittel, darunter zwei Mauser-Pistolen Kaliber 7,65 und einen Schussapparat, in eine Aktentasche und entsorgte sie in der Wabe in Gliesmarode. Wenige Tage danach entdeckten spielende Kinder die Gegenstände und übergaben sie der Polizei. Bei einer Absuche fand die Polizei weitere Teile, wie Magazine und Munition sowie eine Wachsform für Nachschlüssel. Die Ermittler des Braunschweiger Polizeipräsidiums unter Leitung von Kriminalrat Georg Schraepel glichen die gefundenen Gegenstände mit den früheren Taten ab und identifizierten Friedrich Opitz als Tatverdächtigen. Er kam in Haft im Untersuchungsgefängnis Rennelberg, wo er mehrere Selbstmordversuche unternahm. Bei einer Hausdurchsuchung wurden tatrelevante Gegenstände beschlagnahmt. Gefunden wurde auch kriminalistische Fachliteratur. Dadurch wusste Opitz offenbar um die Bedeutung von Patronenhülsen als Beweismittel. Er hatte eine Pistole mit einer ledernen Hülsenfangvorrichtung versehen.
Den entscheidenden Sachbeweis lieferten die kriminaltechnischen Untersuchungen durch die Gerichtschemiker Paul Nehring (1865–1945) und August Brüning. Dabei wurden die im Bach gefundenen Gegenstände mit den Sachen aus der Wohnung von Opitz abgeglichen.

## Beurteilung der Person
Zur Beurteilung der Schuldfähigkeit wurde an Friedrich Opitz eine Begutachtung in der Heil- und Pflegeanstalt Königslutter vorgenommen. Es wurde festgestellt, dass in ihm zwei Naturen nebeneinander bestehen. Er habe die äußere Fassade des bürgerlichen Angestellten und Biedermanns getragen, während er andererseits heimlichen und verbotenen Vorlieben als Exhibitionist und Verbrecher frönte. Hinter dem Gesicht des ordentlichen Bürgers habe ein starker antisozialer Instinkt gesteckt. Laut dem Untersuchungsergebnis lagen keine Schuldausschließungsgründe vor, jedoch sei Opitz wegen seiner sexuellen Abartigkeiten als Psychopath zu bezeichnen. Auch habe eine erbliche Belastung durch den Vater vorgelegen, der sich ebenfalls als Exhibitionist betätigt und Eigentumsdelikte begangen habe.

## Prozess
Im Mai 1937 begann die Gerichtsverhandlung gegen Friedrich Opitz vor dem Landgericht Braunschweig. Die Staatsanwaltschaft klagte ihn wegen 54 Überfällen und drei Raubmorden an, obwohl die Kriminalpolizei ihm über 120 schwere Straftaten zurechnete. Wie bereits in den polizeilichen Vernehmungen zuvor bestritt Opitz alle Vorwürfe und erklärte sich für unschuldig. In einem Indizienprozess wurde er am 11. Juni 1937 wegen Mordes in zwei Fällen zum Tode verurteilt. Dies waren der zweite und der dritte Raubmord. Darüber hinaus wurde er zu 15 Jahren Zuchthaus wegen mehrerer Mordversuche, schweren Straßenraubs, räuberischer Erpressung, versuchten schweren Raubes und gefährlicher Körperverletzung verurteilt. Das Urteil erging zu insgesamt 15 Straftaten. Zu 42 Taten erfolgte Freispruch aus Mangel an Beweisen.

## Spätes Geständnis
Als drei Wochen nach der Urteilsverkündung die Ehefrau von Friedrich Opitz wegen möglicher Mittäterschaft festgenommen wurde, legte er ein schriftliches Geständnis ab, um sie zu entlasten. Darin nannte er als Tatmotiv für seine Verbrechen Abenteuerlust, kriminalistisches Interesse und Waffenkenntnis. Nur bei seinem ersten Überfall sei Geldmangel das Motiv gewesen. Die Eisenbahnattentate gab er zunächst nicht zu, räumte sie aber gegenüber der Polizei in Gesprächen auf der „Basis kriminalistischer Kollegialität“ ein. Nach dem Geständnis zog Opitz die von seinem Rechtsanwalt gegen das Urteil eingereichte Revision zurück. Die Hinrichtung erfolgte im Strafgefängnis Wolfenbüttel mit dem Fallbeil.

## Rezeption
Die kriminologische Fachzeitschrift Archiv für Kriminologie widmete Friedrich Opitz 1938 und 1939 einen mehrteiligen Bericht, den der Braunschweiger Kripochef Georg Schraepel verfasst hatte. In den 1940er Jahren wurden die Straftaten durch die Internationale Kriminalpolizeiliche Kommission (IKPK), den Vorläufer von Interpol, international bekannt. Die IKPK veröffentlichte in ihrem dreisprachigen (englisch, französisch, italienisch) Organ Internationale Öffentliche Sicherheit einen Beitrag von Georg Schraepel zu den Taten. Im Vorwort schrieb der Kriminologe Robert Heindl, dass in keinem Fall vorher die naturwissenschaftliche Kriminalistik in einem solchen Ausmaß angewendet wurde und zur Aufklärung führte. In der Fachwelt gelten die damaligen kriminaltechnischen Untersuchungen des Forensik-Pioniers Paul Nehring als Meilenstein der Kriminaltechnik. Während der Fall des 1925 hingerichteten Serienmörders Fritz Haarmann aus Hannover bis heute im öffentlichen Gedächtnis vorhanden ist, geriet der Fall Opitz in Vergessenheit. Nur im Braunschweiger Land spielten Kinder noch jahrelang „Opitz“. Heute (2023) erwähnt das Landgericht Braunschweig auf seiner Internetseite das Verfahren gegen Friedrich Opitz unter öffentlichkeitswirksamen Prozessen. In Veröffentlichungen aus jüngerer Zeit wird Friedrich Opitz als der „Schrecken des Braunschweiger Landes“ bezeichnet.